# 布劳威尔环形山
布劳威尔环形山（Brouwer）是位于月球背面南半部的一座大撞击坑，约形成于39.2-38.5亿年前的酒海纪，其名称分别取自荷兰裔美籍天文学家德克·布劳威尔（1902年-1966年）和荷兰哲学家暨数学家勒伊岑·布劳威尔（1881年-1968年），1970年被国际天文学联合会批准接受。

## 描述

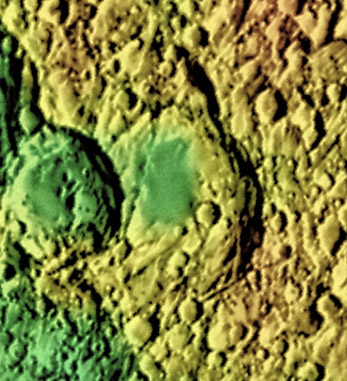
LAC-122 区域图

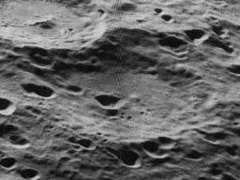
月球轨道器5号拍摄的西向斜视图

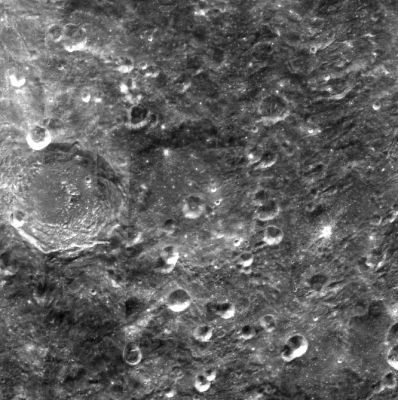
克莱门汀号拍摄的图像

该陨坑西侧部分覆盖了年轻、略小的朗缪尔环形山、西北毗邻巨大的切比雪夫环形山，较大的布莱克特环形山位于它的东南偏南、而东南和西南分别坐落了斯特森环形山及布丰环形山。
该陨坑中心月面坐标为35°49′S 124°45′W / 35.82°S 124.75°W，直径119.6公里，深度约2.91公里。
布劳威尔环形山是一座被后续撞击严重损毁的陨石坑，其东侧和北侧段残壁在崎岖的月表中仍依稀可辨，但南侧段坑壁几乎已完全解体消失，残存的坑壁最大高出周边地形1590米，内部容积约15001.54立方千米。坑底东北地表崎岖不平，而西北部则较为平坦和缓，坑底中心点偏南坐落了直径17.8公里的卫星布劳威尔 H，如果陨坑内曾存在过中心峰，则现在也已被该卫星坑覆盖了。
该陨坑的外观结构可能受到了来自东北方东方海盆地形成时所抛射喷出物的撞击影响。

## 卫星陨石坑
按惯例，最靠近布劳威尔环形山的卫星坑在月图上以字母标注在该坑中心点的旁边。

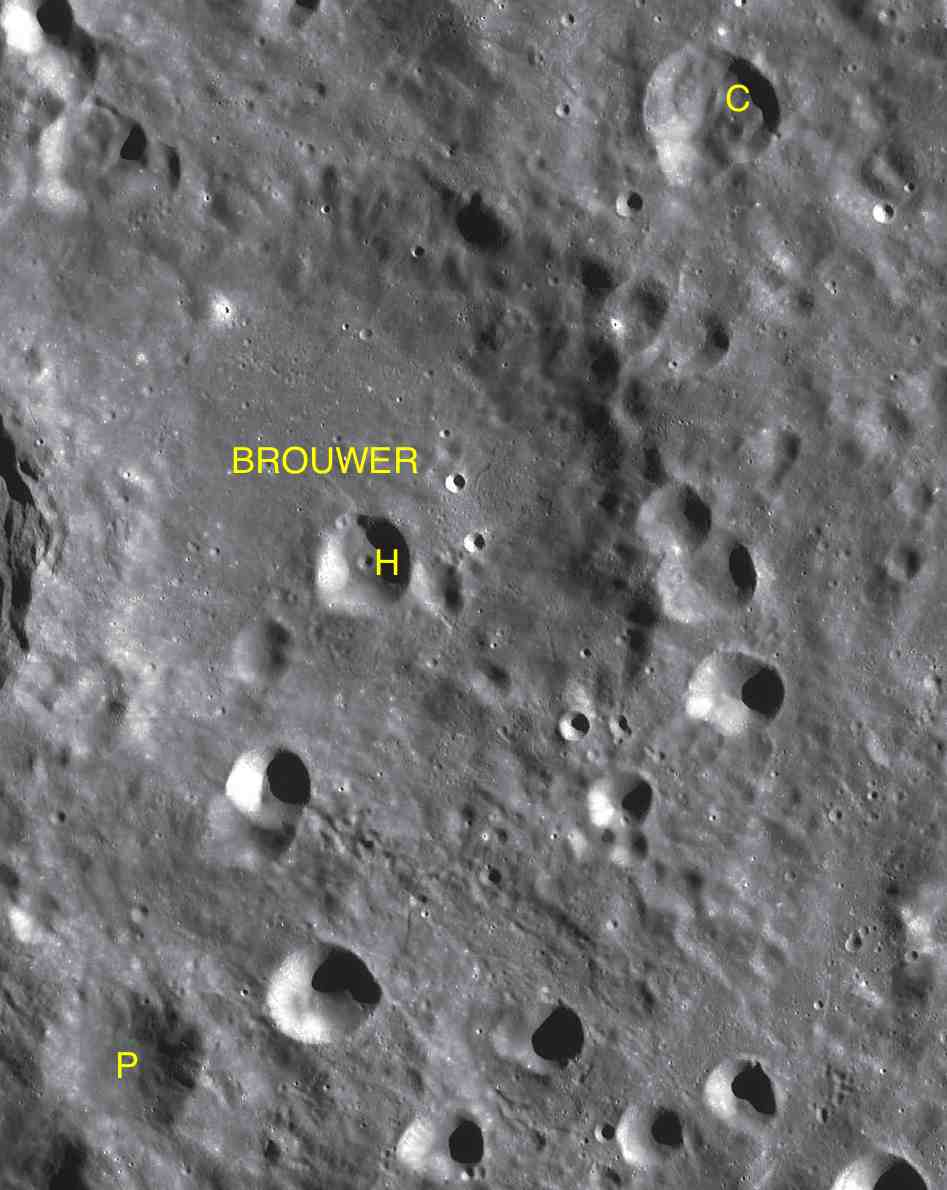
LAC-122 区域图

| 布劳威尔 | 纬度     | 经度      | 直径      |
| -------- | -------- | --------- | --------- |
| C        | 33.56° S | 122.32° W | 23.37公里 |
| H        | 36.09° S | 124.75° W | 17.80公里 |
| P        | 38.91° S | 126.63° W | 27.36公里 |

## 另请参阅
- Andersson, L. E.; Whitaker, E. A. . NASA RP-1097. 1982.
- Blue, Jennifer. . USGS. July 25, 2007  [2007-08-05]. （原始内容存档于2018-12-25）.
- Bussey, B.; Spudis, P. . New York: Cambridge University Press. 2004. ISBN 978-0-521-81528-4.
- Cocks, Elijah E.; Cocks, Josiah C. . Tudor Publishers. 1995. ISBN 978-0-936389-27-1.
- McDowell, Jonathan. . Jonathan's Space Report. July 15, 2007  [2007-10-24]. （原始内容存档于2018-12-25）.
- Menzel, D. H.; Minnaert, M.; Levin, B.; Dollfus, A.; Bell, B. . Space Science Reviews. 1971, 12 (2): 136–186. Bibcode:1971SSRv...12..136M. doi:10.1007/BF00171763.
- Moore, Patrick. . Sterling Publishing Co. 2001. ISBN 978-0-304-35469-6.
- Price, Fred W. . Cambridge University Press. 1988. ISBN 978-0-521-33500-3.
- Rükl, Antonín. . Kalmbach Books. 1990. ISBN 978-0-913135-17-4.
- Webb, Rev. T. W.  6th revised. Dover. 1962. ISBN 978-0-486-20917-3.
- Whitaker, Ewen A. . Cambridge University Press. 1999. ISBN 978-0-521-62248-6.
- Wlasuk, Peter T. . Springer. 2000. ISBN 978-1-85233-193-1.